# La Belle de Jérusalem
La Belle de Jérusalem est une série télévisée israélienne se déroulant à Jérusalem lors de l'entre-deux-guerres,.
La série est l'adaptation du livre The Beauty Queen of Jerusalem de Sarit Yishai Levy.

## Synopsis
La série suit l'histoire de la famille Ermoza, une famille de marchands séfarades tenant une épicerie à Jérusalem.
Le spectateur suit plus précisément l'histoire de Gabriel, qui a succédé à son père Rafael à la tête de l'épicerie familiale, de sa mère Merkada, son épouse Rosa et leurs trois filles Luna, Rachel (surnommée Rachelika) et Rebecca (surnommée Becky). Le scénario montre les résultats des amours contrariées de Gabriel avec Rochel Leibowitz, une ashkénaze que les parents de Gabriel refusent.
La première saison de la série se déroule selon deux plans temporels, l'un débutant lors du mariage de Gabriel avec Rosa en 1919 et l'autre débutant en 1936 ; la seconde saison se déroule dans les années 1940.

## Production
Le livre original ayant atteint plus de 300 000 ventes, yes Drama (en) en fit une série,. Le tournage fut réalisé en 2020 à Safed en Israël au Musée Frenkel Frenel et à la Galerie d'Art Beit Castel.
Depuis le 3 juin 2021, la série est disponible en Israël chez ses producteurs de yes Drama.
Dans le reste du monde, à partir du 20 mai 2022, c'est Netflix qui en assure la distribution. Les épisodes furent concaténés pour les faire plus longs. La seconde partie de la saison 1, comportant également 10 épisodes, sort le 29 juillet 2022. Le tournage fut réalisé aussi au Musée Frenkel Frenel et à la Galerie d'Art Beit Castel. La saison 2 est sortie le 14 juillet 2023 et comprend 16 épisodes.

## Distribution
- Michael Aloni (VF : Pierre Tessier) : Gabriel Ermoza
- Hila Saada (VF : Anne Tilloy) : Rosa Ermoza, épouse de Gabriel
- Swell Ariel Or (he) (VF : Alice Orsat) : Luna Ermoza, fille aînée du couple
- Irit Kaplan (VF : Catherine Davenier) : Mercada Ermoza, mère de Gabriel
- Tom Hagi (VF : Ludovic Baugin) : Ephraim Siton, frère de Rosa
- Eli Steen (VF : Charlotte Marin) : Rachelika Ermoza, seconde fille du couple
- Tomer Barach : Sergent Bill Evans
- Israel Ogalbo (VF : Taric Mehani) : David Franco
- Moris Cohen (VF : Bruno Magne) : Raphael Ermoza, époux de Merkada et père de Gabriel
- Yuval Scharf (VF : Ingrid Donnadieu) : Rochel Leibowitz, l'amante de Gabriel
- Tamir Ginsburg : Itamar Ben Moshe
- Itzik Cohen (VF : Serge Biavan) : Avraham
- Luna Mansour : Aisha
- Hisham Suliman : Kahlil
- Shely Ben Joseph : Matilda Franco, meilleure amie de Luna
- Roi Miller (VF : Benjamin Gasquet) : James Brown
- Miki Kam : Gilda
- Sarel Piterman : Kalman Leibowitz
- Dov Navon : Alfred Zachs, patron du magasin de vêtements dans lequel Luna travaille comme couturière
- Yarden Tusia-Cohen : Gisele
- Uria Hayik : Dror
- Omer Dror : Tzachi Toledano
- Kobi Maor (VF : Jean-Jacques Nervest) : Morduch
- Shahir Kabaha : Mustafa
- Oren Yadger : Liyto
- Kim Or Azulay (VF : Elise Vigné) : Aamalia
- Ashot Gasparian (VF : Anatole Thibault) : Matzliach
- Shira Abarbanel : Nava Ben-Moshe
- Dan Mor : Yehiel